# 19.30
19:30 (stylizováno jako i9:30) je zpravodajský pořad vysílaný na TVP1, TVP Info a TVP Polonia. Program se vysílá od 21. prosince 2023 a nahrazuje program Wiadomości (V češtině Zprávy) v důsledku odvolání správní rady TVP, která byla závislá na straně Právo a spravedlnost. V současné době[kdy?] jsou moderátory Marek Czyż, Zbigniew Luczyński, Joanna Dunikowska- Paź a Monika Sawka.